# スサナ・マルティネス
スサナ・マルティネス（英語：Susana Martinez、1959年7月14日 - ）は、アメリカ合衆国の政治家。元地方検事の検察官であり、第31代ニューメキシコ州知事を務めた。ニューメキシコ州初の女性知事である。ヒスパニック系アメリカ人で、夫はチャック・ブランコである。1人息子のカルロスはアメリカ海軍に所属している。

## 生い立ち・経歴
1959年7月14日にテキサス州リオ・グランデ・バレーにて、メキシコ系アメリカ人の中流家庭の両親の元で誕生し、テキサス州エル・パソで育つ。2人の姉妹兄弟がいる。父親のジャコボ（ジェイク）はエル・パソの元副保安官で1950年代にアメリカ海兵隊として朝鮮戦争に従軍している。また父親は16歳からボクシングをやっており、アメリカ海兵隊員の時にゴールデングローブで3回優勝するなど1950年代に有名だった。エルパソのリバーサイド高校で生徒会長をやっており、彼女は優秀な成績で1977年に卒業し、大学ではテキサス大学エルパソ校で刑事裁判を学び学士号を取得した。大学卒業後は父親の警備会社で働いていた。また1981年にはオクラホマ大学で法学を学び法務博士の学位を取得し、1986年に卒業した。夫であるチャック・ブランコと出会い、1980年代にニューメキシコ州ラスクルーセスに移住している。オクラホマ大学卒業後にニューメキシコ州ドニャアナ郡の地方検事補として女性や性的虐待を受けた子供達・家庭内問題・レイプ・性犯罪などの問題に取り組んだ。彼女の仕事は高く評価されており、上司であるラスクルーセスの地方裁判所の裁判官は彼女を副検事に昇格し、1992年まで務めた。彼女は民主党員だったが1995年に所属政党を共和党に切り替えた。そして1996年に第3回ニューメキシコ州の司法管轄区に選出され、その後も3回当選して、14年間地方検事を務めた。汚職問題・児童虐待事件などの問題を焦点に彼女は取り組んだ。また、彼女の地方検事としての仕事ぶりは、2008年にハート・マガジン誌の「ウーマン・オブ・ザ・イヤー」に選ばれ、2010年には法律専門のステート・バー・オブ・ニューメキシコから「プロセキューター（検察官）・オブ・ザ・イヤー」に選ばれるなど評価されている。2010年にニューメキシコ州知事の共和党候補に立候補した。州知事選挙では保守派運動であるティーパーティー運動のアラスカ州のサラ・ペイリン州知事らに支持された。共和党の指名を勝ち取って民主党候補のダイアン・デニッシュにも勝利し、2010年に11月2日に当選を果たし、2011年1月1日に第31代ニューメキシコ州知事に就任した。彼女はニューメキシコ州初の女性及びヒスパニック系知事となった。

### ニューメキシコ州知事時代
政策面では彼女は小さな政府を主張して均衡予算と費用を削減を支持し、妊娠中絶の合法化に反対している。同性結婚も反対でシビル・ユニオン法にも反対の立場である。ニューメキシコ州での医療大麻も反対である。バラク・オバマ大統領の医療保険制度改革は反対の立場であるが、医療保険制度改革が合憲と判決された為、やむを得ず法律だと認めた。

## その他
2012年には2013年におけるタイム誌が選ぶ、「世界でもっとも影響力のある100人」の中の1人にも選ばれている。2014年の州知事選挙で再選し、2019年1月にニューメキシコ州知事を退任した。